# Barrhead (Canada)

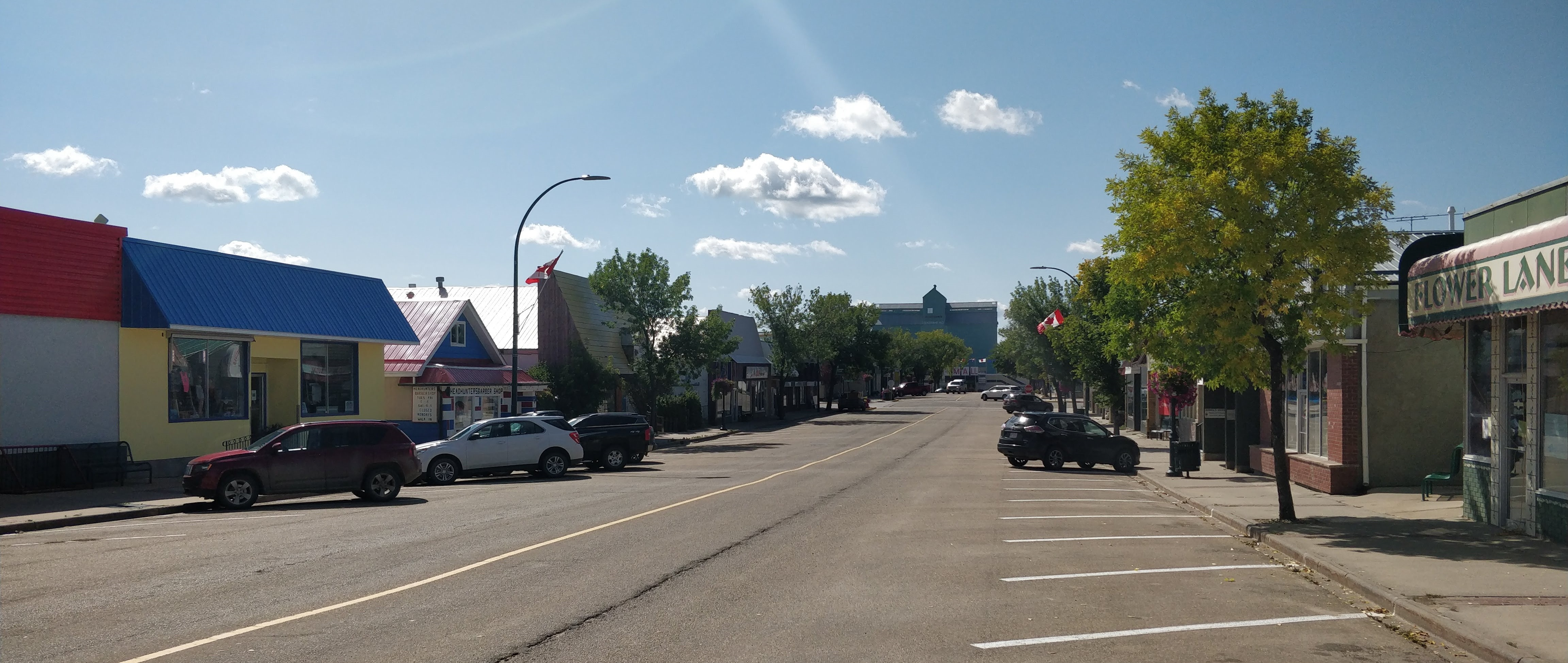
Mainstreet in Barrhead

Barrhead is een plaats (town) in de Canadese provincie Alberta en telt 4320 inwoners (2021).
De plaats wordt omgeven door het graafschap Barrhead nr. 11. Het ligt aan de rivier de Paddle en op de kruising van Highway 33 (Grizzly Trail) en Highway 18, ongeveer 120 km ten noordwesten van de stad Edmonton. Het ligt bovendien aan de route van de Express Trail, gebruikt door de North West Company, dat oorspronkelijk een First Nations-route was. Het pad werd later verbreed door George Simpson en John Rowand om de North West Company meer dan $ 5.000 te besparen.
De stad is vernoemd naar de Schotse stad Barrhead, de geboorteplaats van een van de kinderen van de vroege kolonisten van het gebied, James McGuire. De officiële vogel van Barrhead is de Amerikaanse blauwe reiger.

## Geschiedenis
Aan het einde van de 19e eeuw en het begin van de 20e eeuw speelde Barrhead een belangrijke rol in de vestiging van Noordwest-Alberta. Highway 33, bekend als de Grizzly Trail, volgt de oorspronkelijke Klondike Trail, de kortste route naar de Yukon tijdens de goudkoorts. Eenmaal aangelegd, was deze route de sleutel tot de vestiging van de regio Peace River. De oude stadssite van Barrhead, drie kilometer ten noorden van het huidige stadscentrum, was een veelgebruikte tussenstop voor de weinige Klondikers en anderen die voorraden nodig hadden voor de zware reis naar het noorden.
Na de stichting in 1906, kreeg de ligging van Barrhead als een belangrijk handelscentrum aan de historische Klondike Trail een belangrijke rol in de bewoning van Noordwest-Alberta. Het was een vitale schakel in de handelsroute van Fort Edmonton naar de Yukon. James McGuire, het kind van een van de eerste kolonisten in het gebied, noemde Barrhead naar zijn geboorteplaats in Schotland. Tegenwoordig kan de rijke geschiedenis van de gemeenschap opnieuw worden bekeken door middel van een verzameling artefacten in het Barrhead and District Museum. Het museum herbergt ook een grote tentoonstelling van Afrikaanse taxidermie, evenals het Barrhead Visitor Information Centre, dat geopend is van mei tot september. De Amerikaanse blauwe reiger is een belangrijke vogel in de plaatselijke overlevering, en wordt vaak aangetroffen langs de oevers van de Paddle River en lokale meren, en is het officiële dier van de stad. Een standbeeld van de vogel staat naast de Community Gazebo die het stadscentrum markeert en miniaturen van de vogel sieren de straatposten.

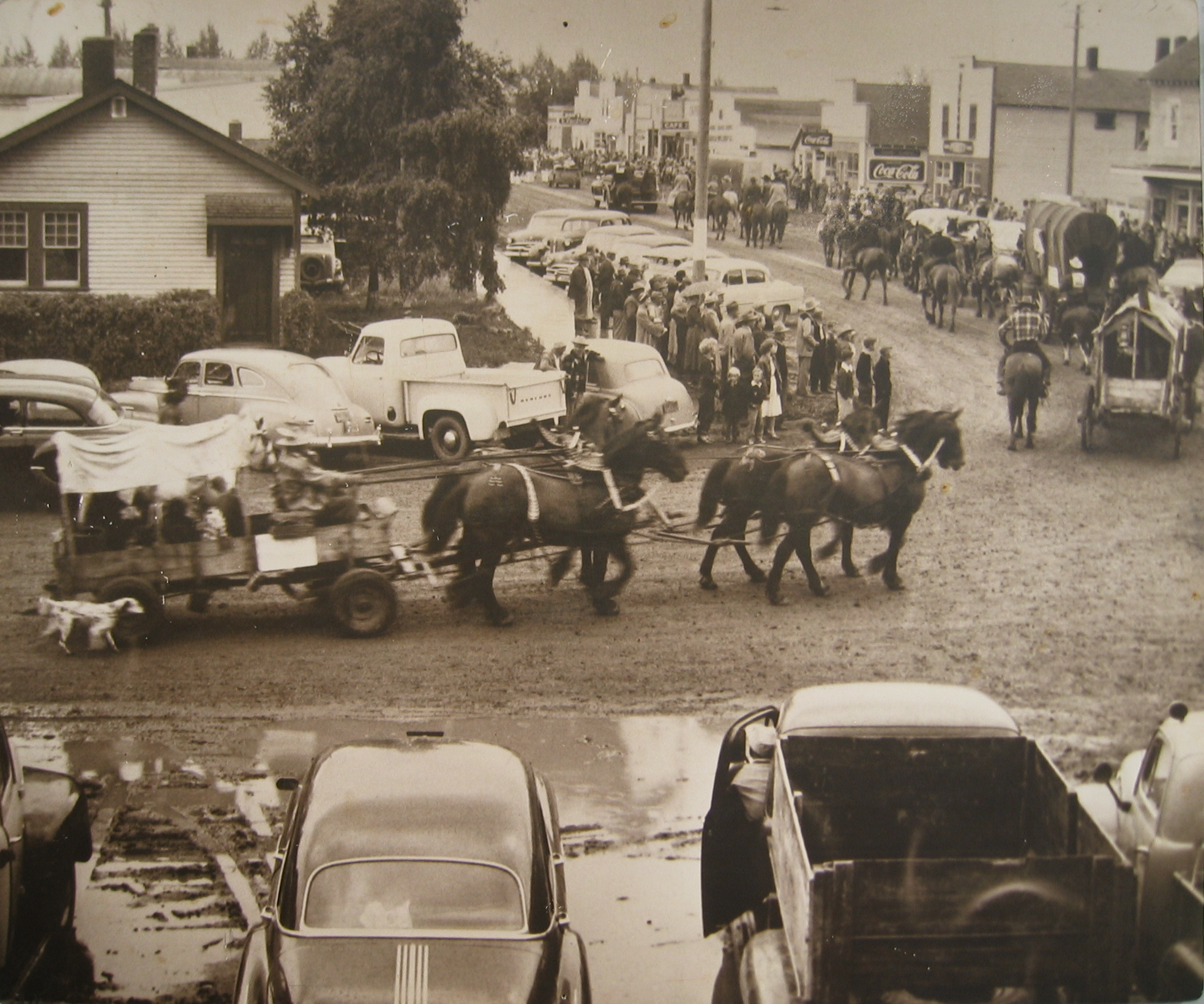
Jaarlijkse zomerparade in Barrhead

Het gebied was een rustig land met glooiende heuvels, goed begroeid met populieren-, berken-, dennen- en sparrenbomen op de hogere gronden en de lage gebieden vol met wilgen en tamaracks (Canadese lariks). Het gebied is altijd dunbevolkt geweest, met als oorspronkelijke bewoners de Cree die de voorgaande 5000 jaar door de regio trokken en zich voornamelijk vestigden rond de verschillende meren in de regio (zoals Shoal Lake). In 1810 werd een First Nations-pad verkend door David Thompson om de North Saskatchewan te verbinden met de Athabasca Pass, waardoor de eerste Canadese transcontinentale verbinding ontstond. In 1811 passeerde de eerste brief die ooit van British Columbia naar Montreal werd afgeleverd via dit pad en het belang ervan als communicatie- en handelsroute begon te groeien. In 1824 werd op verzoek van gouverneur George Simpson het pad verbreed van Fort Assiniboine naar Fort Edmonton, langs 1,6 km ten oosten van de huidige stad, om het toegenomen verkeer langs de route op te vangen (maar liefst 75 paarden of meer op een dag). Enkele van de grotere paktreinen telden meer dan honderd paarden. De oorpronkelijke bewoners en pelsjagers van Cree trokken door het gebied terwijl ze bezig waren met hun werk. Toen de First Nations-volkeren een groter aantal bevers gevangen hielden en een aantal dammen braken, kwam een groot deel van Klondike onder water te staan en werd het tot 1898 gedeeltelijk verlaten. Tijdens de goudkoorts probeerden sommige Klondikers het pad te gebruiken, hoewel de meeste de voorkeur gaven aan de drogere route die werd aangelegd naar Athabasca Landing. Het pakpad werd verbreed om groepen van paarden en wagens, hoog beladen met proviand, in staat te stellen goudzoekers naar het noorden te vervoeren. Huishoudsters volgden al snel. Landonderzoeken vonden plaats in 1906 en 1907 en de pioniers vroegen quarters (160 acres) land aan. Op zowel de Pembina- als de Athabasca-rivieren was het druk op handelsposten. Een kleine winkel in het houten huis van Percy en Mary Johnstone (2 mijl ten noorden en 1 mijl (1,6 km) ten oosten van de stad) was in bedrijf. Andy Tuttle woonde 2,4 km naar het zuiden en hielp veel kolonisten toen ze aankwamen.
Een postkantoor genaamd Paddle River werd geopend op de boerderij van Ted Speck, een mijl (1,6 km) ten zuidoosten van de stad aan de zuidkant van de rivier in 1907. Een winkel in het huis van Josh Cason, ten zuiden en ten westen van de stad, was in 1908 actief en een afdak aan de zijkant bood een ruimte voor een school. Hugh Critchlow had in 1907 land ingenomen een mijl ten noorden van Specks', langs de Klondike Trail. Al snel hadden de gebroeders Speck (Ted en Fred) een brug over de rivier gebouwd en verrees er een houtzagerij aan de noordkant. Cason en Critchlow werkten samen om in 1910 een winkel te bouwen bij Critchlow's en het postkantoor werd daarheen verplaatst. Er was een hal gebouwd aan de overkant van het pad waar van 1909 tot 1911 school werd gehouden. Een smederij en een draaimolen maakten het drukke centrum compleet waar in 1909 bijna honderd mensen de picknick bijwoonden. Ook de Anglicaanse kerk werd daar gebouwd. De kerk werd vervolgens in 1928 naar de stad verplaatst om in 1967 naar Thunder Lake te worden verplaatst.
De Paddle River Co-operative Society werd opgericht in 1912 en opende in 1913 een winkel in het oude Johnstone-gebouw ten noordoosten van Barrhead. Ze begonnen onmiddellijk met de bouw van een nieuw gebouw met twee verdiepingen dat boven ruimte zou hebben voor gemeenschapsbijeenkomsten. Er werd een aanvraag ingediend voor een postkantoor, waarvoor een naam moest worden gekozen. De familie McGuire suggereerde de naam van hun geboorteplaats in Schotland en al snel opende het postkantoor in Barrhead, Alberta, in de winkel op 1 januari 1914.
De familie Finch bouwde een stopplaats die nog steeds in de buurt staat. De North-West Mounted Police bouwde een kazerne en de hal werd verplaatst van de zuidelijke locatie (2,5 mijl). Op de andere hoek van het kruispunt werden een smederij en een garage gebouwd en verschillende families kochten kavels en bouwden huizen. De busdienst naar Edmonton werd gestart in 1926 en de Toronto Dominion/TD Canada Trust bank werd geopend in het stophuis. De kinderen gingen naar school in Glenreagh, drie kilometer ten westen. De gemeenschap diende een aanvraag in om de spoorlijn vanuit Busby hierheen te laten brengen en landeigenaren hoopten voorrang te verkopen.
In 1907 bouwden Albert Shelton en zijn familie de wijk aan de hoofdstraat van Barrhead. Hij bouwde een huis, een schuur, groef een put en zette wat omheiningen, meestal in de noordoostelijke hoek van de wijk, het hoogste stuk land. De Sheltons verhuisden in 1912 en lieten de wijk leeg achter en in 1927 was de grond goedkoop, waardoor de Northern Alberta Railways kon worden aangelegd om de Pembina Valley aftakking naar dit quarter te brengen. De Barrhead-mensen haastten zich vervolgens om hun huizen, de garage en de winkel naar deze nieuwe locatie te verplaatsen, waar al vier liften werden gebouwd. Het patroon van de straten en kavels is zorgvuldig aangelegd in relatie tot de spoorlijnen en in hoog tempo verrezen de gebouwen. Het patroon dat voor de kavels is gekozen, wordt nog steeds gebruikt. Binnen de kortste keren waren de bedrijven operationeel; van kruidenierszaken en bouwmarkten, een drogisterij, restaurant, hotel, makelaarskantoor, slagerij, stalhouderij, enz. naar een andere de United Church. Ted Hooper leverde elektrische verlichting. De oprichting van het dorp vond plaats in november 1927. Een ziekenhuis met zeven of acht bedden werd geopend op de hoek van 49A Street en Railroad Avenue. In 1934 werd aan de overkant van de hoofdweg (Highway 33) een nieuw ziekenhuis gebouwd.
De school werd gebouwd en geopend in 1928; een gebouw met twee kamers dat in 1929 een ander gebouw nodig had voor de middelbare school. Rond deze tijd begon er een zware immigratie uit Duitsland. De stadskrant, de Barrhead News, werd in 1927 gedrukt en werd al snel de Barrhead Leader genoemd, de huidige krant. In 1936 werd de curlingbaan opgericht en werd William Johnson de dorpswachter. De bioscoop werd in 1939 geopend. In 1946 leende het dorp geld om water en riolering aan te leggen en dat jaar op 26 november werd Barrhead een stad. Sindsdien is de stad blijven groeien en werd steeds welvarender.

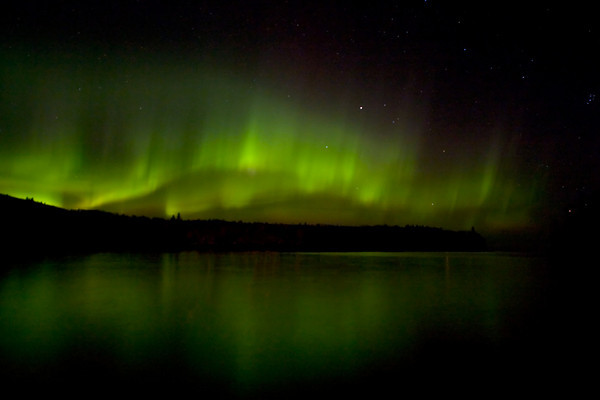
Pollicht boven het Thunder Lake Provincial Park

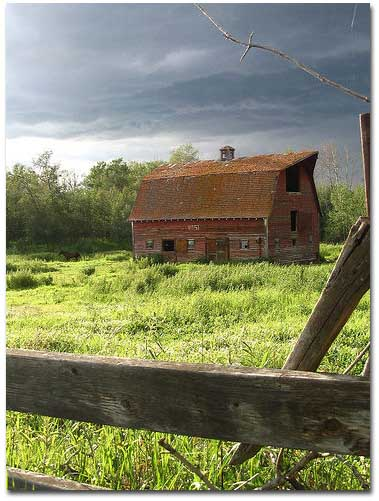
Voorbeeld van het platteland rond Barrhead

## Geografie
Het gebied bevat dichte bossen van sparren, berken, dennen en populieren. Het heeft ook enkele van de meest vruchtbare landbouwgronden in de provincie en ligt tussen twee grote rivieren, de Athabasca en de Pembina. De Paddle, een zijrivier van de Pembina, stroomt direct door de stad Barrhead. Naar het zuiden en oosten van de stad zijn lage vlaktes en rivieren, en ten westen van de stad is er het belangrijkste recreatiegebied van het gebied, Thunder Lake Provincial Park, ongeveer 16 kilometer (9,9 mijl) ten westen van de stad. Thunder Lake is populair om te varen, vissen en kamperen en het is de thuisbasis van veel inwoners uit andere delen van de provincie tijdens de zomermaanden. De noordelijke delen van de regio Barrhead bevatten dikke sparrenbomen, dennen en tamarack. In het graafschap Barrhead zijn er naast Thunder Lake Provincial Park ook talloze meren om aan te kamperen en te vissen. Er is ook een lokale skiheuvel met een goede hoogte in de vallei van de Athabasca.
Het wild in het Barrheadgebied omvat herten, elanden, coyote's, zwarte beren, grizzlyberen, poema's, wolven en het provincieembleem de grote blauwe reiger.

## Klimaat
De stad heeft een vochtig continentaal (Köppen Dfb) / subarctisch (Dfc) klimaat. Barrhead ligt in USDA Plant Hardiness Zone 3a) en wordt gekenmerkt door aangename zomers en koude winters. Er zijn vier verschillende seizoenen. De temperaturen lopen in juni, juli en augustus op tot 35 °C of 95 °F en kunnen tot -50 °C of -58 °F dalen, hoewel de winters, net als in alle andere Alberta, van jaar tot jaar extreem variabel zijn. Neerslag is matig, met de meeste vallen tijdens de zomermaanden. Vooral in het zuiden en oosten is het gebied merkbaar natter dan in de omliggende regio's. In de winter valt er ongeveer een meter sneeuw op de regio. Tijdens de zomerzonnewende valt de schemering de hele nacht door en in de winter valt de nacht snel. De stad krijgt echter prachtige vertoningen van de Aurora borealis te zien en dit helpt bij het donker.

## Demografie
In de volkstelling van 2021, uitgevoerd door Statistics Canada, telde de stad Barrhead 4.320 inwoners in 1.833 van de in totaal 1.983 particuliere woningen, een wijziging van -5,7% ten opzichte van de 2016-bevolking van 4.579. Met een landoppervlak van 8,2 km 2 (3,2 sq mi) had het in 2021 een bevolkingsdichtheid van 526,8 per km².
Bij het bevolkingsonderzoek van 2016, uitgevoerd door Statistics Canada, telde de stad Barrhead 4.579 inwoners in 1.912 van de in totaal 2.009 particuliere woningen, een verandering van 3,3% ten opzichte van de 2011-bevolking van 4.432. Met een landoppervlak van 8,17 km², had het een bevolkingsdichtheid van 560,5/km² in 2016.

## Economie
De belangrijkste industrieën die de economie van Barrhead ondersteunen, zijn olie en gas, bosbouw en landbouw. Zuivel-, schapen-, vee-, tarwe- en fruitgewassen zijn voorbeelden van de soorten landbouwactiviteiten in het gebied.
Barrhead is de thuisbasis van Pollard Banknote Ltd., een leverancier van kras- en uittrekbare kaartjes, kaartautomaten en bingobenodigdheden.  De stad is ook de thuisbasis van een modulaire woningbouwinstallatie.
Barrhead heeft verschillende grote bedrijven, aangezien het twee grote tractordealers heeft (John Deere) en KNM Sales and Services die het hele gebied van Barrhead County bevoorraadt. Het heeft veel kerken en stond bekend om de meeste kerken per vierkante meter. Er zijn twee webontwikkelingsbedrijven en een technologiebedrijf.

## Infrastructuur
De stad herbergt de correspondentieschool van de provincie, die in 1991 werd omgedoopt tot het Alberta Distance Learning Centre.

## Overheid
Gemeentelijke overheid
De gemeenteraad bestaat uit zes raadsleden en een burgemeester die meestal om de 4-5 jaar wordt gekozen.
Federale Overheid=
Barrhead bevindt zich momenteel in het federale kiesdistrict Peace River-Westlock, vertegenwoordigd door parlementslid Arnold Viersen.
Provinciale regering
Barrhead ligt in het provinciale kiesdistrict Athabasca-Barrhead-Westlock, vertegenwoordigd door MLA Glenn van Dijken.

## Onderwijs
De stad maakt deel uit van de Pembina Hills Public Schools Division, die in 1995 werd gevormd als een fusie van drie schooldistricten.  De Barrhead Composite High School (winnaars van het nationale kampioenschap Reach for the Top in 1973) is de highschool van Barrhead.

## Sport
Barrhead is de thuisbasis van een junior ijshockeyteam in de Western States Hockey League.

## Zustersteden
Barrhead is verbonden met: 
- Drouin, Victoria, Australië
- Tokoro, Hokkaido, Japan
- Chapala, Jalisco, Mexico